# Djaniny
Jorge Djaniny Tavares Semedo oder kurz Djaniny (* 21. März 1991 in Santa Cruz) ist ein kap-verdischer Fußballspieler, der seit Oktober 2020 bei Trabzonspor spielt.

## Karriere

### Verein
Djaniny spielte in seiner Jugend bei Scorpions Vermelho de Santa Cruz, ehe im Jahr 2009 mit 18 Jahren nach Portugal auswanderte, um zu studieren. Kurz nach seiner Ankunft in Portugal ging er zu GD Velense einem Lokalverein aus der Gegend um Angra do Heroísmo. Nachdem er in zwei Spielzeiten insgesamt 50 Tore erzielt hatte, wechselte er am 18. Juli 2011 zum Erstligisten União Leiria, wo er einen Zwei-Jahres-Vertrag unterschrieb. Sein Debüt in der höchsten portugiesischen Spielklasse absolvierte er am 21. August über die volle Spielzeit bei der 1:2-Niederlage gegen FC Paços de Ferreira. Am 30. Oktober folgte schließlich sein erstes Saisontor gegen Vitória Setúbal, und auch eine Woche später war er gegen Sporting Lissabon erfolgreich.
Im Januar 2012 wechselte Djaniny zu Benfica Lissabon, wurde jedoch für deren B-Mannschaft verpflichtet, welche in der Segunda Liga spielt. Doch nach nur zwei Einsätzen und einem Tor wurde er am 31. August 2012 für ein Jahr an den Erstligisten SC Olhanense ausgeliehen. Für Olhanense debütierte er am 4. Spieltag der Saison 2012/13 bei der 0:1-Niederlage gegen Vitória Setúbal.
Am 16. Juli 2013 kündigte Djaniny seinen Vertrag bei Benfica Lissabon auf und wechselte zu Nacional Funchal, wobei Benfica immer noch einen Teil der Transferrechte besaß. Nach 29 Ligaspielen und sieben Toren wechselte er zum Juni 2014 für circa zwei Millionen Euro zum mexikanischen Verein Santos Laguna und wurde damit der erste afrikanische Spieler im Kader des Vereins. In seinem vierten Ligaspiel gelang Djaniny der erste Saisontreffer für seinen neuen Arbeitgeber, trotzdem wurde das Spiel gegen Querétaro FC mit 2:3 verloren.

### Nationalmannschaft
Djaniny wurde im Jahr 2011 das erste Mal für ein Länderspiel der kapverdischen Nationalmannschaft nominiert. Sein Debüt absolvierte er allerdings erst am 2. Juni 2012 bei der 1:2-Niederlage gegen Sierra Leone. In seinem dritten Länderspiel konnte er sich beim 3:1-Sieg über Madagaskar mit dem zwischenzeitlichen 2:0 über sein erstes Länderspieltor freuen. In der zweiten Runde der Qualifikation für die Fußball-Afrikameisterschaft 2013 schafften die Kap Verden die Sensation und bezwangen den Favoriten aus Kamerun nach Hin- und Rückspiel. Beim 2:0-Hinspielsieg war Djaniny mit einem Tor wesentlich daran beteiligt.
Durch diesen Sieg qualifizierte er sich mit seiner Mannschaft an der Endrunde des Africa Cups und Djaniny wurde für den Endrundenkader nominiert. Auch in der Endrunde wusste er mit seinem Team zu überzeugen und setzte sich in einer Gruppe mit Südafrika, Angola und Marokko als Gruppenzweiter durch. Das Viertelfinalspiel gegen Ghana ging allerdings mit 0:2 verloren.

## Erfolge
- Türkischer Meister: 2021/22